# Висслер, Янине
Янине Натали Висслер (нем. Janine Natalie Wissler; род. 23 мая 1981, Ланген, Гессен) — германский политический деятель социалистического толка. Бывшая сопредседательница Левой партии (2021—2024). Депутат Бундестага от Гессена с 2021 года. 

## Биография
Её отец был профсоюзным деятелем, мать работала в компании по страхованию автомобилей и симпатизировала сперва Германской коммунистической партии, а затем «Зелёным». С 1987 по 1991 год Янине посещала школу Драйиха Вингерта и школу Драйайха Рикарды Хюх с 1991 по 2001 год. Затем получила степень в области политологии с 2001 по 2012 год во Франкфуртском университете имени Иоганна Вольфганга Гёте. Помимо учебы, с 2002 по 2007 год работала продавцом-консультантом в хозяйственном магазине. С 2005 по 2008 год работала в офисе избирательного округа депутата Бундестага Вернера Дрейбуса. 

Висслер является членом «Ассоциации по налогообложению финансовых операций и гражданского действия» (Attac) и профсоюза ver.di. Она не замужем и живёт во Франкфурте-на-Майне. Она известна как футбольная болельщица и была фанаткой франкфуртского ФК «Айнтрахт» в составе его фан-клуба в парламенте земли Гессен.

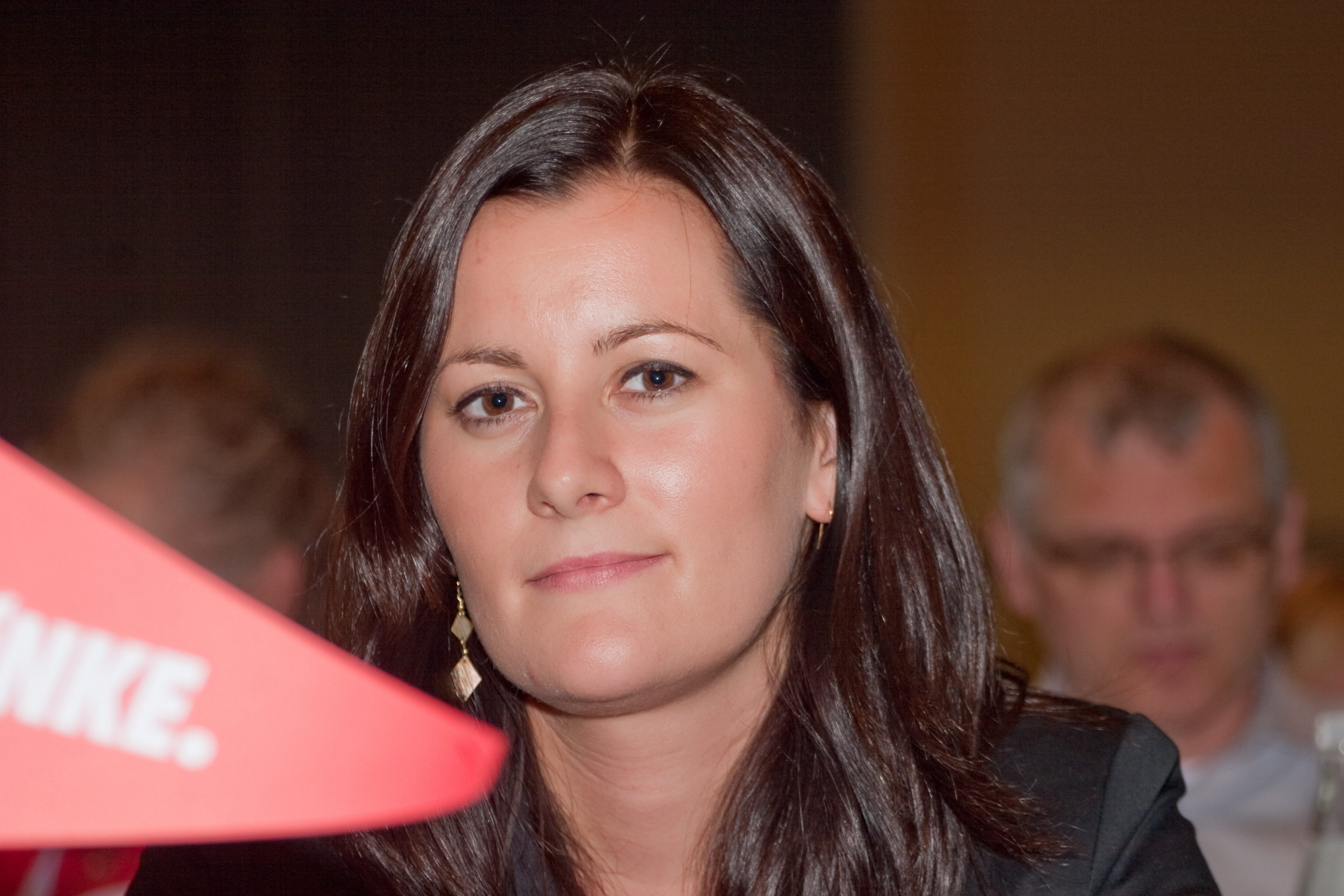
Висслер в 2010 году

## Политическая карьера
В 2004 году Висслер выступила соучредительницей гессенского отделения партии «Труд и социальная справедливость — Избирательная альтернатива» (WASG), образовавшейся как левый откол от СДПГ. Вместе с этой партией в 2007 году вошла в новообразованную партию «Левых», на учредительном съезде которой была избрана в её исполнительный комитет из 44 человек. 

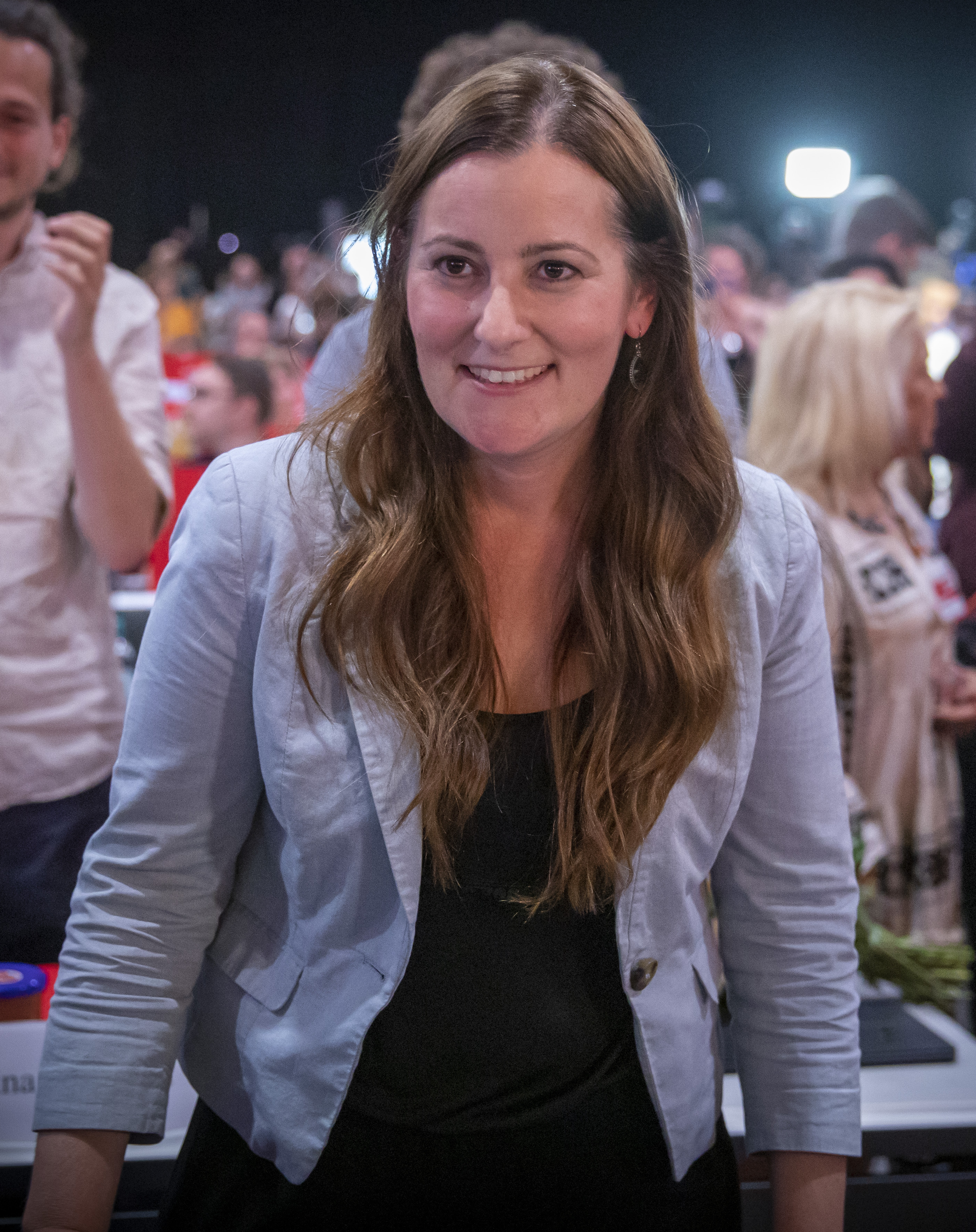
Висслер в 2022 году

На земельных выборах в Гессене 2008 года была среди 6 членов партии, избранных в ландтаг. Она сохранила свой мандат на выборах 2009, 2013 и 2018 годов; при ней представительство партии в Гессене возросло до 9 земельных депутатов. На выборах заместителя федерального председателя Левой партии в 2014 году она получила лучший результат среди всех кандидатов.
С 2021 года является сопредседателем партии «Левых» и членом Бундестага от Гессена. Ранее была членом ландтага Гессена с 2008 года и лидером парламентской группы ландтага с 2009 года, в том числе единоличным лидером с 2014 года, а также заместителем лидера федеральной партии с 2014 года. В 2021 году была одним из ведущих кандидатов от «Левых» на парламентских выборах в Германии вместе с Дитмаром Барчем. В 2020 году она получала угрозы расправы от неонацистской террористической группировки «Национал-социалистическое подполье 2.0».
В партии она принадлежит к левому антикапиталистическому крылу (утверждала, что отвергает капитализм как «бесчеловечную, жестокую систему»). До выдвижения на руководителя «Левых» была участницей троцкистской организации Marx21 и внутрипартийной платформы «Социалистические левые» (от кандидатов требуется прекратить членство во внутренних фракциях). 
Впервые она была избрана в лидеры партии 27 февраля 2021 года с 84,2% голосов, а в апреле 2022 года, когда вторая сопредседательница Сюзанна Хенниг подала в отставку, Висслер была избрана 57,5% голосов в первом туре. Вторым сопредседателем стал Мартин Ширдеван. На съезде в Галле 19 октября 2024 года их с Ширдеваном сменили Инес Швердтнер с Яном ван Акеном.